# Трифлуперидол
Трифлуперидол (Trifluperidolum, (4-(мета-трифторметилфенил)-1-[3-(пара-фторбензоил)пропил]пиперидинол-4 или 4-[4-(мета-трифторметилфенил)-4-оксипиперидино]-пара-фторбутирофенон), типичный антипсихотик (нейролептик), производное бутирофенона. Химически близок к галоперидолу, но превосходит его в два раза по нейролептическому действию.

## Общая информация
По строению и действию близок к галоперидолу. Отличается наличием группы CF3 , в мета-положении фенильного ядра (в положении 4 фрагмента пиперидина) вместо атома хлора в пара-положении у галоперидола.
Обладает весьма сильной антипсихотической активностью, превосходящей галоперидол и сравнимой с тиопроперазином (мажептилом). Усиливает действие снотворных, наркотиков, анальгетиков. Оказывает противосудорожное и сильное противорвотное действие (в 3 раза активнее галоперидола в эксперименте с блокированием рвотной реакции на апоморфин). Обладает сильной каталептогенной активностью. Не оказывает холинолитического действия; сильно блокирует центральные дофаминовые рецепторы.
Трифлуперидол является весьма мощным антипсихотическим средством. Он быстро редуцирует галлюцинаторно-бредовое возбуждение. По способности купировать маниакальное и психотическое возбуждение превосходит другие нейролептики.
Небольшие (до 2 мг/сут) и средние (до 5 мг/сут) дозы трифлуперидола оказывают стимулирующий эффект с перевозбуждением в виде раздражительности, беспокойства, дисфории. При приёме высоких доз наблюдается сильное седативное действие.
Применяют при психозах, сопровождающихся моторным и психическим возбуждением, особенно для купирования кататонического и гебефренного возбуждения; при затяжных приступах периодической шизофрении; при состояниях, сопровождающихся тяжёлой депрессией и бредом; при алкогольных психозах. В связи с чрезвычайно сильной антипсихотической активностью часто бывает эффективен при отсутствии эффекта или недостаточной антипсихотической активности галоперидола, зуклопентиксола и других нейролептиков. Может применяться также в качестве противорвотного средства.
Назначают внутрь и внутримышечно.
Внутрь применяют, начиная с дозы 0,00025—0,0005 г (0,25—0,5 мг) в день, затем в зависимости от эффекта и переносимости повышают дозу на 0,25—0,5 мг каждые 2—3 дня. Суточная доза составляет обычно 2—6 мг (до 8 мг). Назначают в 2—4 приёма после еды.
Детям в возрасте до 5 лет назначают 1/4, а 5—15 лет — 1/2 дозы взрослого.
При хронических заболеваниях начинают с внутримышечного введения 1,25—2,5 мг, затем постепенно заменяют инъекции приемом препарата внутрь.
Для купирования острых бредовых состояний вводят внутримышечно по 1,25—2,5 мг (иногда до 5 мг) однократно или повторно (в виде короткого курса).

## Побочные действия
Депрессия с преобладанием чувства страха. Более чем у 90% пациентов трифлуперидол вызывает неврологические экстрапирамидные расстройства. Наиболее часто (около 60% случаев) в начале терапии возникают гиперкинезы, преимущественно акатизия. Дистонические спазмы могут сочетаться с вегетативными явлениями (профузным по́том, слюно- и слезотечением, массивными вазомоторными сдвигами, повышением или падением артериального давления, иногда повышением температуры), что позволяет выделять их в качестве экстрапирамидно-вегетативных кризов. При длительном приёме наблюдаются выраженные явления паркинсонизма.
Другие побочные эффекты: сонливость, анорексия, потливость, усиление слюноотделения, мышечные судороги, аллергические реакции в виде кожной сыпи, желтуха. Крайне редкие побочные действия — гипотензия, миелосупрессия.

## Меры предосторожности
С осторожностью трифлуперидол назначают одновременно с барбитуратами, наркотическими анальгетиками, бензодиазепинами.

## Взаимодействия
Усиливает эффект опиоидных анальгетиков, антигипертензивных препаратов, антидепрессантов, алкогольсодержащих препаратов, снижает эффект антитромботических средств, антагонистов витамина K, гуанетидина, леводопы. Вызывает опасное усиление действия этинамата, данного сочетания следует избегать. При совместном применении трифлуперидола с препаратами, угнетающими ЦНС, возрастает угнетение ЦНС, повышается степень падения артериального давления. При сочетании с антидепрессантами и антигистаминными препаратами возникает чрезмерный седативный эффект, при сочетании с прокарбазином может возникнуть сильная заторможенность. Сочетание с гуанфацином может вызвать усиление депрессивного эффекта каждого препарата:612—613.
Сочетанное применение трифлуперидола с антигипертензивными препаратами может привести к сильному падению артериального давления, с бупропионом — к повышению риска сильного припадка, с противоэпилептическими средствами — к изменению характера припадков. При одновременном приёме с препаратами лития возрастает токсичность; данное сочетание может привести к синдрому, подобному энцефалопатии. Сочетанное применение трифлуперидола и метилдопы может вызвать психоз. При сочетании с М-холиноблокаторами повышается антихолинергический эффект, возможно повышение внутриглазного давления:613.

## Противопоказания
Возможные осложнения и противопоказания в основном такие же, как при применении галоперидола.

## Форма выпуска
Формы выпуска: таблетки по 0,0005 г (0,5 мг); 0,1 % раствор для приёма внутрь во флаконах по 10 мл (в 1 мл содержится 1 мг препарата); 0,25 % раствор в ампулах по 1 мл.

## Хранение
Хранение: список Б.